# Siphona nobilis
Siphona nobilis är en tvåvingeart som först beskrevs av Louis-Paul Mesnil 1953.  Siphona nobilis ingår i släktet Siphona och familjen parasitflugor.
Artens utbredningsområde är Filippinerna. Inga underarter finns listade i Catalogue of Life.